# Curly Thirlwell
Edward „Curly“ Thirlwell (* 18. November 1905; † 2. Dezember 1985) war ein US-amerikanischer Toningenieur. Während seiner Karriere wurde er zweimal für den Oscar für den besten Ton nominiert: bei der Oscarverleihung 1976 für die Musicalverfilmung Funny Lady und bei der Oscarverleihung 1978 für die Die Buddy Holly Story. Für den Fernsehfilm Eleanor and Franklin: The White House Years erhielt er außerdem eine Emmy-Nominierung.

## Filmografie
- 1970: Little Big Man
- 1973: Die Möwe Jonathan (Jonathan Livingston Seagull)
- 1974: Fritz the Cat
- 1975: Funny Lady
- 1977: Eleanor and Franklin: The White House Years
- 1977: New York, New York
- 1977: Auf der Suche nach Mr. Goodbar (Looking for Mr. Goodbar)
- 1978: Die Buddy Holly Story (The Buddy Holly Story)